# 第2次小泉内閣 (改造)
第2次小泉改造内閣（だいにじこいずみかいぞうないかく）は、衆議院議員、自由民主党総裁の小泉純一郎が第88代内閣総理大臣に任命され、2004年（平成16年）9月27日から2005年（平成17年）9月21日まで続いた日本の内閣。
前の第2次小泉内閣の改造内閣である。
小泉首相は記者会見で「改造路線をいよいよ実現する段階に入った。郵政民営化実現内閣、構造改革実現内閣と名づけて良いのではないか」と表明。従来の構造改革路線を踏襲しつつ、郵政民営化に重点を移した構成とした。

## 国務大臣
| 職名                                                      | 氏名 | 氏名           | 所属                               | 特命事項等                                                                                                | 備考                                                |
| --------------------------------------------------------- | ---- | -------------- | ---------------------------------- | --- | --------------------------------------------------- |
| 内閣総理大臣                                              |      | 小泉純一郎     | 衆議院 自由民主党                  | | 自由民主党総裁                                      |
| 総務大臣                                                  |      | 麻生太郎       | 衆議院 自由民主党 （河野グループ） | 国民スポーツ担当 内閣総理大臣臨時代理就任順位 第3位                                                       | 留任                                                |
| 法務大臣 内閣府特命担当大臣 （青少年育成及び少子化対策）  |      | 南野知惠子     | 参議院 自由民主党 （森派）         | | 初入閣                                              |
| 外務大臣                                                  |      | 町村信孝       | 衆議院 自由民主党 （森派）         | 内閣総理大臣臨時代理就任順位 第5位：2005年（平成17年）8月10日 -                                           |                                                     |
| 財務大臣                                                  |      | 谷垣禎一       | 衆議院 自由民主党 （小里派）       | 内閣総理大臣臨時代理就任順位 第2位                                                                        | 留任                                                |
| 文部科学大臣                                              |      | 中山成彬       | 衆議院 自由民主党 （森派）         | 国立国会図書館連絡調整委員会委員                                                                          | 初入閣                                              |
| 厚生労働大臣                                              |      | 尾辻秀久       | 参議院 自由民主党 （橋本派）       | | 初入閣                                              |
| 農林水産大臣                                              |      | 島村宜伸       | 衆議院 自由民主党 （亀井派）       | 内閣総理大臣臨時代理就任順位 第4位                                                                        | 2005年（平成17年）8月8日罷免                        |
| 農林水産大臣                                              |      | （小泉純一郎） | 衆議院 自由民主党                  | （兼任）                                                                                                  | （臨時）                                            |
| 農林水産大臣                                              |      | 岩永峯一       | 衆議院 自由民主党 （旧堀内派）     | | 初入閣 2005年（平成17年）8月11日任命                |
| 経済産業大臣                                              |      | 中川昭一       | 衆議院 自由民主党 （亀井派）       | 国際博覧会担当 内閣総理大臣臨時代理就任順位 第5位:-2005年(平成17年)8月10日 第4位:2005年(平成17年)8月10日- | 留任                                                |
| 国土交通大臣                                              |      | 北側一雄       | 衆議院 公明党                      | 首都機能移転担当 観光立国担当                                                                             | 初入閣                                              |
| 環境大臣 内閣府特命担当大臣 （沖縄及び北方対策）          |      | 小池百合子     | 衆議院 自由民主党 （森派）         | 地球環境問題担当                                                                                          | 留任                                                |
| 内閣官房長官 内閣府特命担当大臣 （男女共同参画）          |      | 細田博之       | 衆議院 自由民主党 （森派）         | 内閣総理大臣臨時代理就任順位 第1位                                                                        | 留任                                                |
| 国家公安委員会委員長 内閣府特命担当大臣 （防災）          |      | 村田吉隆       | 衆議院 自由民主党 （堀内派）       | 有事法制担当                                                                                              | 初入閣                                              |
| 防衛庁長官                                                |      | 大野功統       | 衆議院 自由民主党 （山崎派）       | | 初入閣                                              |
| 内閣府特命担当大臣 （金融）                               |      | 伊藤逹也       | 衆議院 自由民主党 （橋本派）       | | 初入閣                                              |
| 内閣府特命担当大臣 （経済財政政策）                       |      | 竹中平蔵       | 参議院 自由民主党 （無派閥）       | 郵政民営化担当                                                                                            | 留任                                                |
| 内閣府特命担当大臣 （規制改革） （産業再生機構）          |      | 村上誠一郎     | 衆議院 自由民主党 （高村派）       | 行政改革担当 構造改革特区・地域再生担当                                                                   | 初入閣                                              |
| 内閣府特命担当大臣 （科学技術政策） （食品安全） （食育） |      | 棚橋泰文       | 衆議院 自由民主党 （橋本派）       | 情報通信技術（IT）担当                                                                                    | 初入閣 「食育担当」は 2005年（平成17年）7月15日発令 |

## 内閣官房副長官等
- 内閣官房副長官［政務］ - 杉浦正健（森派）
- 内閣官房副長官［政務］ - 山崎正昭
- 内閣官房副長官［事務］ - 二橋正弘
- 内閣危機管理監 - 野田健
- 内閣法制局長官 - 阪田雅裕

## 内閣総理大臣補佐官
- 内閣総理大臣補佐官（都市再生担当） - 牧野徹
- 内閣総理大臣補佐官（郵政民営化担当） - 渡辺好明
- 内閣総理大臣補佐官（総理特命事項担当・非常勤） - 山崎拓（山崎派）：- 2005年（平成17年）5月20日
- 内閣総理大臣補佐官（外交担当） - 川口順子（民間）

## 副大臣
9月29日任命。発足時の所属内訳は、自由民主党19人（衆15参4）、公明党3人（衆2参1）。平均年齢は58.8歳。
- 内閣府副大臣 - 七条明、西川公也、林田彪
- 防衛庁副長官 - 今津寛
- 総務副大臣 - 今井宏、山本公一
- 法務副大臣 - 滝実：-2005年（平成17年）7月5日
- 外務副大臣 - 逢沢一郎、谷川秀善
- 財務副大臣 - 上田勇、田野瀬良太郎
- 文部科学副大臣 - 小島敏男、塩谷立
- 厚生労働副大臣 - 衛藤晟一：-2005年（平成17年）7月5日、西博義
- 農林水産副大臣 - 岩永峯一：-2005年（平成17年）8月11日、常田享詳
- 経済産業副大臣 - 小此木八郎、保坂三蔵
- 国土交通副大臣 - 蓮実進、岩井國臣
- 環境副大臣 - 高野博師

## 大臣政務官
9月30日任命。発足時の所属内訳は、自由民主党23人（衆15参8）、公明党3人（衆2参1）。
- 内閣府大臣政務官 - 江渡聡徳、木村勉、西銘順志郎
- 防衛庁長官政務官 - 北村誠吾、柏村武昭：-2005年（平成17年）8月8日
- 総務大臣政務官 - 増原義剛、松本純、山本保
- 法務大臣政務官 - 富田茂之
- 外務大臣政務官 - 小野寺五典、河井克行、福島啓史郎
- 財務大臣政務官 - 倉田雅年、段本幸男
- 文部科学大臣政務官 - 下村博文、小泉顕雄
- 厚生労働大臣政務官 - 森岡正宏：-2005年（平成17年）7月5日、藤井基之
- 農林水産大臣政務官 - 大口善德、加治屋義人
- 経済産業大臣政務官 - 平田耕一、山本明彦
- 国土交通大臣政務官 - 岩崎忠夫、中野正志、伊達忠一
- 環境大臣政務官 - 能勢和子：-2005年（平成17年）7月5日